# Karlštejn (Novák)
Karlštejn és una obra dramaticomusical en tres actes composta el 1914 per Vítězslav Novák sobre un llibret en txec d'Otokar Fischer, basat en Noc na Karlštejně de Jaroslav Vrchlický. Es va estrenar el 18 de novembre de 1916 al Teatre Nacional de Praga.